# Phasewriter Dual
Die Phasewriter Dual (PD) war die erste Generation einer optischen Speicherlösung auf der Basis der Phase-Change-Technik.
Beim Phasewriter Dual gibt es keine einheitliche Schreibweise. Einige bezeichnen sie auch als Phase-Change Disc, weil sich im inneren der Cartridge eine Plastikscheibe (englisch: Disc) befindet. Andere bekannte Synonyme der PD sind die populären Varianten PD-Medium, PD-Diskette (engl. PD Disk), PD-Cartridge oder PD-Laufwerk.

## Geschichte
Die PD kam 1995 von Panasonic heraus und wurde von den Herstellern NEC, Panasonic, Plasmon, TEAC und Toray angeboten.
Die PD wurde schon kurze Zeit nach ihrem Erscheinen von der CD-RW verdrängt, die ebenfalls auf der Phase-Change-Technik beruht. Zwar ist die PD der CD-RW in Bezug auf Wiederbeschreibbarkeit, Datensicherheit und Handhabbarkeit deutlich überlegen, die CD-RW wurde allerdings preislich attraktiver und offensiver vermarktet. Zur schnellen Verdrängung der PD trug ebenfalls bei, dass vielen Kunden zum damaligen Zeitpunkt der Unterschied zwischen den Bedienungskonzepten, dem Beschreiben einer CD-RW per Brennsoftware einerseits und der Wechselfestplatten-artigen Nutzung einer PD andererseits, nicht bewusst war.
Die Hersteller versuchten von 1995 bis 1998, den Marktanteil der PD mit sogenannten Kombilaufwerken zu erhöhen. Diese Kombilaufwerke konnten neben der PD auch CD-ROM und CD-RW lesen bzw. beschreiben. Letztendlich waren diese Bemühungen der Hersteller vergeblich. Seit 2001 sind PD-Laufwerke und deren PD-Medien im Handel praktisch ausgestorben. Das Aussterben der PD geschah geräuschlos, da die Laufwerke der ersten Generation von DVD-RAM abwärtskompatibel zur PD waren.

## Spezifikation der Speichermedien

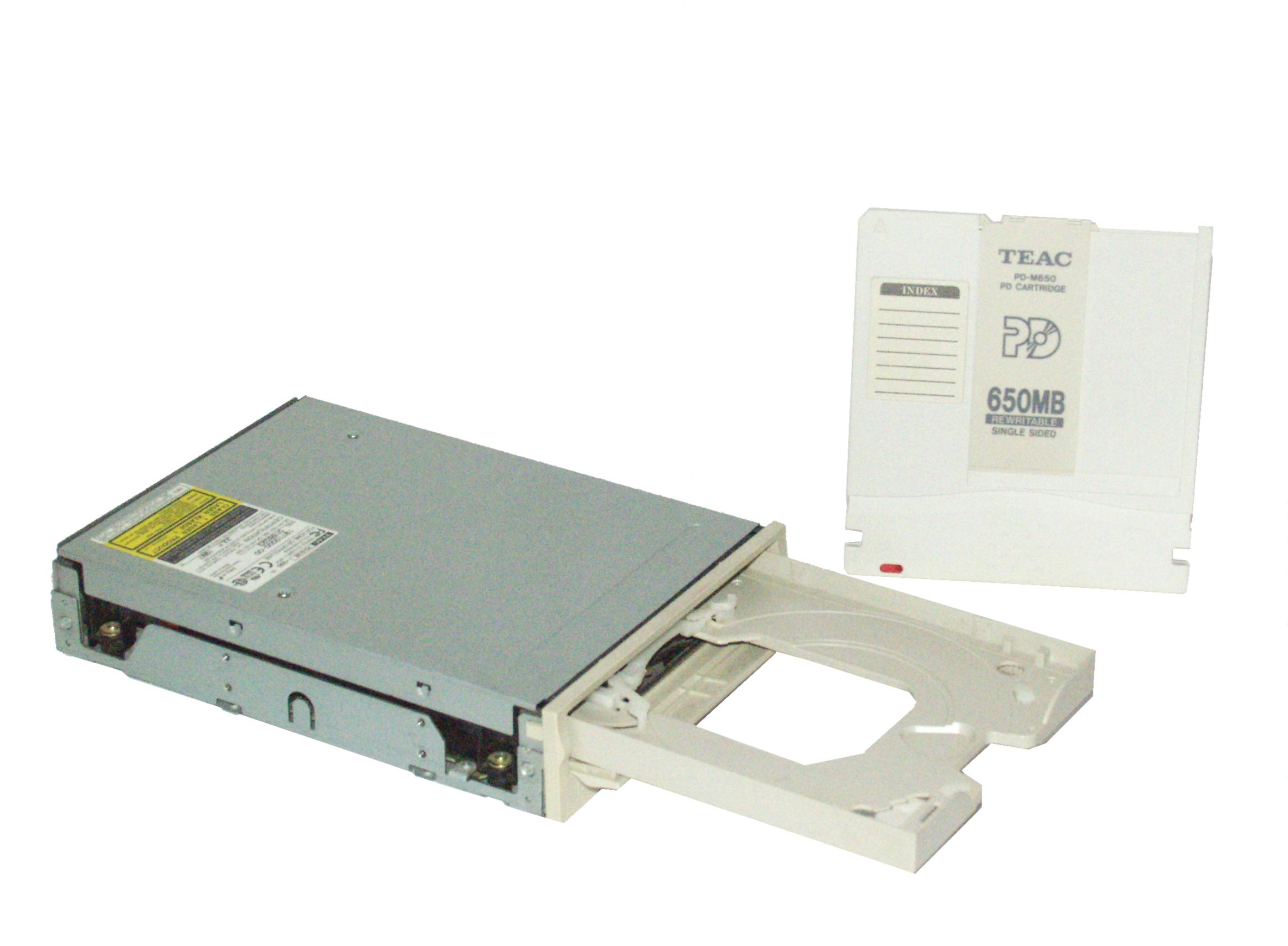
Laufwerk TEAC PD-518E mit Medium TEAC PD-M650.

Im Folgenden werden nur die Informationen dargestellt, welche von allgemeinen Interesse sind. Reine technische Details auf über 100 Seiten sind im Kapitel „Normen und Standards“ ersichtlich (s. u.).
Das PD-Medium besitzt eine Speicherkapazität von 650 MB (Megabyte) und ist nur in einer Cartridge erhältlich. Der eigentliche Datenträger ist eine Plastikscheibe von 120 mm Durchmesser. Optisch ist ein PD-Medium leicht mit einem MO-Medium oder einer DVD-RAM-Cartridge verwechselbar.

## Geräte
- Matsushita LF-1094: PD / CD-ROM Kombi - Laufwerk der ersten Stunde (1995), SCSI
- TEAC PD-518E: Ein CD-ROM-Laufwerk, das zusätzlich auch PD lesen und beschreiben konnte.
- Panasonic LF-D101, LF-D102, LF-D103 alle drei SCSI, sowie LF-D110 und LF-D111 beide ATA: Diese fünf DVD-RAM-Laufwerke der ersten Generation (DVD-RAM 1.0) konnten zusätzlich auch PD-Medien lesen und beschreiben.

## Normen und Standards
- ISO/IEC 15485, basiert auf dem Standard ECMA-240.